# Équipe de France de football à la Coupe du monde 2006
Cet article relate le parcours de l’équipe de France de football lors de la Coupe du monde organisée en Allemagne du 9 juin au 9 juillet 2006.  
Les Bleus franchissent difficilement le premier tour, mais à partir des huitièmes de finale et une victoire 3-1 face à l'Espagne, ils tracent leur route (notamment en battant le Brésil, tenant du titre, 1-0 en quart de finale) jusqu'à la finale contre l'Italie, la deuxième finale mondiale de leur histoire. La France laisse échapper le titre en s'inclinant lors de la séance de tirs au but, à l'issue d'un match nul 1-1 après prolongation, qui a notamment vu l'expulsion de Zinédine Zidane, alors que le meneur de jeu des Bleus jouait là le dernier match de sa carrière et était désigné meilleur joueur de la compétition.

## Qualifications

### Groupe 4
Présente dans le groupe 4 composé de la Suisse, Israël, l'Irlande, Chypre et les îles Féroé, adversaires jugés « à sa portée », la France est tête de série. Emmenés par le sélectionneur Raymond Domenech, nommé après l'Euro 2004, les Bleus entament les qualifications par quatre matchs nuls (dont trois 0-0) en six matchs. Avec 6 points au compteur, la France pointe à la quatrième place du classement à mi-parcours. En août 2005, Zinédine Zidane, Claude Makélélé et Lilian Thuram sortent de leur retraite et annoncent leur retour en sélection. Avec le retour de ces joueurs expérimentés, l'équipe de France réalise une belle fin de parcours, signant une victoire importante à Dublin (0-1) puis un match nul à Berne (1-1) et enfin une large victoire contre Chypre (4-0) le 12 octobre 2005. Ce dernier succès au Stade de France, combiné avec le match nul entre Suisses et Irlandais (0-0) lui permet de terminer en tête du classement et d'obtenir ainsi la qualification directe pour la coupe du monde.
| Rang | Équipe               | Pts | J  | G | N | P | Bp | Bc | Diff |  | Résultats (▼ dom., ► ext.) |     |     |     |     |     |     |
| ---- | -------------------- | --- | -- | - | - | - | -- | -- | ---- |  | -------------------------- | --- | --- | --- | --- | --- | --- |
| 1    | France               | 20  | 10 | 5 | 5 | 0 | 14 | 2  | +12  |  | France                     |     | 0-0 | 0-0 | 0-0 | 4-0 | 3-0 |
| 2    | Suisse               | 18  | 10 | 4 | 6 | 0 | 18 | 7  | +11  |  | Suisse                     | 1-1 |     | 1-1 | 1-1 | 1-0 | 6-0 |
| 3    | Israël               | 18  | 10 | 4 | 6 | 0 | 15 | 10 | +5   |  | Israël                     | 1-1 | 2-2 |     | 1-1 | 2-1 | 2-1 |
| 4    | République d'Irlande | 17  | 10 | 4 | 5 | 1 | 12 | 5  | +7   |  | République d'Irlande       | 0-1 | 0-0 | 2-2 |     | 3-0 | 2-0 |
| 5    | Chypre               | 4   | 10 | 1 | 1 | 8 | 8  | 20 | -12  |  | Chypre                     | 0-2 | 1-3 | 1-2 | 0-1 |     | 2-2 |
| 6    | Îles Féroé           | 1   | 10 | 0 | 1 | 9 | 4  | 27 | -23  |  | Îles Féroé                 | 0-2 | 1-3 | 0-2 | 0-2 | 0-3 |     |

## Maillot
Le maillot de l'équipe de France est fourni par l'équipementier Adidas.
| Couleurs | Bleu, blanc et rouge |
| Marque   | Adidas               |
| Domicile | Extérieur            |

## Préparation
Les joueurs de l'équipe de France effectuent du 21 au 26 mai un stage de préparation avec leurs familles et le staff dans la station de Tignes (Savoie, France) avec un programme axé principalement sur la récupération physique. Lors de ce stage, quelques heurts sont à signaler entre Barthez et Coupet.

### Matchs de préparation
| Match amical                              | France      | 1-2   | Slovaquie                   | Stade de France Saint-Denis, France            |                                                |
| 1er mars 2006 · Historique des rencontres | Wiltord 75e | (0-0) | Németh 62e · Valachovič 81e | Spectateurs : 56 273 Arbitrage : Craig Thomson | Spectateurs : 56 273 Arbitrage : Craig Thomson |
| 1er mars 2006 · Historique des rencontres | Rapport     |       |                             | Spectateurs : 56 273 Arbitrage : Craig Thomson | Spectateurs : 56 273 Arbitrage : Craig Thomson |

La préparation pour le mondial commence à proprement parler à l'annonce de la liste des joueurs sélectionnés, le 14 mai 2006.
| Match amical                            | France      | 1-0   | Mexique | Stade de France Saint-Denis, France           |                                               |
| 27 mai 2006 · Historique des rencontres | Malouda 44e | (1-0) |         | Spectateurs : 78 819 Arbitrage : Mourad Daami | Spectateurs : 78 819 Arbitrage : Mourad Daami |
| 27 mai 2006 · Historique des rencontres | Rapport     |       |         | Spectateurs : 78 819 Arbitrage : Mourad Daami | Spectateurs : 78 819 Arbitrage : Mourad Daami |

| Match amical                            | France                  | 2 - 0   | Danemark | Stade Bollaert-Delelis Lens, France         |                                             |
| 31 mai 2006 · Historique des rencontres | Henry 13e · Wiltord 76e | (1 - 0) |          | Spectateurs : 40 000 Arbitrage : Kelly Alan | Spectateurs : 40 000 Arbitrage : Kelly Alan |
| 31 mai 2006 · Historique des rencontres | Rapport                 |         |          | Spectateurs : 40 000 Arbitrage : Kelly Alan | Spectateurs : 40 000 Arbitrage : Kelly Alan |

| Match amical                            | France                                       | 3 - 1   | Chine     | Stade Geoffroy-Guichard Saint-Étienne, France |                                               |
| 7 juin 2006 · Historique des rencontres | Trezeguet 30e · Wang 90e (csc) · Henry 90+2e | (1 - 0) | Zheng 69e | Spectateurs : 34 147 Arbitrage : Megia Davila | Spectateurs : 34 147 Arbitrage : Megia Davila |
| 7 juin 2006 · Historique des rencontres | Rapport                                      |         |           | Spectateurs : 34 147 Arbitrage : Megia Davila | Spectateurs : 34 147 Arbitrage : Megia Davila |

Quelques jours avant le début de la Coupe du monde 2006, Raymond Domenech semble avoir choisi son gardien (Barthez), sa défense (Sagnol, Thuram, Gallas, Abidal) et son milieu de terrain (Makélélé, Zidane, Vieira, Malouda). Les seuls incertitudes concernent la paire d'attaquants (Henry et Trezeguet tiennent la corde mais Wiltord, Saha, Cissé et Ribéry sont également bien placés).
Les trois victoires dans les matchs de préparation (face au Mexique, au Danemark et à la Chine) permettent à l'Équipe de France d'aborder la compétition avec une certaine confiance mais sans Cissé, victime d'une double fracture à la jambe droite, et remplacé par Sidney Govou le jour du départ en Allemagne.

## Coupe du monde

### Premier tour - Groupe G
| Rang | Équipe       | Pts | J | G | N | P | Bp | Bc | Diff |
| ---- | ------------ | --- | - | - | - | - | -- | -- | ---- |
| 1    | Suisse       | 7   | 3 | 2 | 1 | 0 | 4  | 0  | +4   |
| 2    | France       | 5   | 3 | 1 | 2 | 0 | 3  | 1  | +2   |
| 3    | Corée du Sud | 4   | 3 | 1 | 1 | 1 | 3  | 4  | -1   |
| 4    | Togo         | 0   | 3 | 0 | 0 | 3 | 1  | 6  | -5   |

#### France - Suisse
| France | Suisse |

| Match 13                                         | France    | 0 - 0 | Suisse | Gottlieb-Daimler-Stadion, Stuttgart              |                                                  |
| 13 juin 2006 · 18:00 · Historique des rencontres |           |       |        | Spectateurs : 52 000 Arbitrage : Valentin Ivanov | Spectateurs : 52 000 Arbitrage : Valentin Ivanov |
| 13 juin 2006 · 18:00 · Historique des rencontres | (Rapport) |       |        | Spectateurs : 52 000 Arbitrage : Valentin Ivanov | Spectateurs : 52 000 Arbitrage : Valentin Ivanov |

| FRANCE :         |    |                 |  |       |     |
|                  |    |                 |  |       |     |
| GB               | 16 | Fabien Barthez  |  |       |     |
| ArD              | 19 | Willy Sagnol    |  | 90+3e |     |
| ArC              | 15 | Lilian Thuram   |  |       |     |
| ArC              | 5  | William Gallas  |  |       |     |
| ArG              | 3  | Éric Abidal     |  | 64e   |     |
| MDf              | 4  | Patrick Vieira  |  |       |     |
| MDf              | 6  | Claude Makélélé |  |       |     |
| AiD              | 22 | Franck Ribéry   |  |       | 70e |
| MJ               | 10 | Zinédine Zidane |  | 72e   |     |
| AiG              | 11 | Sylvain Wiltord |  |       | 84e |
| AC               | 12 | Thierry Henry   |  |       |     |
| Remplacements :  |    |                 |  |       |     |
| AC               | 14 | Louis Saha      |  |       | 70e |
| MOf              | 8  | Vikash Dhorasoo |  |       | 84e |
| Sélectionneur :  |    |                 |  |       |     |
| Raymond Domenech |    |                 |  |       |     |

| SUISSE :        |    |                     |  |       |     |
|                 |    |                     |  |       |     |
| GB              | 1  | Pascal Zuberbühler  |  |       |     |
| ArD             | 23 | Philipp Degen       |  | 56e   |     |
| ArC             | 20 | Patrick Müller      |  |       | 75e |
| ArC             | 4  | Philippe Senderos   |  |       |     |
| ArG             | 3  | Ludovic Magnin      |  | 42e   |     |
| MDf             | 6  | Johann Vogel        |  |       |     |
| AiD             | 16 | Tranquillo Barnetta |  |       |     |
| AiG             | 8  | Raphaël Wicky       |  |       | 82e |
| MJ              | 7  | Ricardo Cabanas     |  | 72e   |     |
| AtD             | 9  | Alexander Frei      |  | 90+3e |     |
| AtG             | 11 | Marco Streller      |  | 45e   | 57e |
| Remplacements : |    |                     |  |       |     |
| AC              | 10 | Daniel Gygax        |  |       | 57e |
| MDf             | 2  | Johan Djourou       |  |       | 75e |
| MOf             | 5  | Xavier Margairaz    |  |       | 82e |
| Sélectionneur : |    |                     |  |       |     |
| Köbi Kuhn       |    |                     |  |       |     |

| Assistants : Nikolay Golubev Evgueni Volnin Quatrième arbitre : Kevin Stott Cinquième arbitre : Gregory Barkey Homme du match : Claude Makélélé |

#### France - Corée du Sud
| France | Corée du Sud |

| Match 29                                         | France    | 1 - 1 | Corée du Sud     | Zentralstadion, Leipzig                           |                                                   |
| 18 juin 2006 · 21:00 · Historique des rencontres | Henry 9e  |       | Park Ji-sung 81e | Spectateurs : 43 000 Arbitrage : Benito Archundia | Spectateurs : 43 000 Arbitrage : Benito Archundia |
| 18 juin 2006 · 21:00 · Historique des rencontres | (Rapport) |       |                  | Spectateurs : 43 000 Arbitrage : Benito Archundia | Spectateurs : 43 000 Arbitrage : Benito Archundia |

| FRANCE :         |    |                 |  |     |       |    |
|                  |    |                 |  |     |       |    |
| GB               | 16 | Fabien Barthez  |  |     |       |    |
| ArD              | 19 | Willy Sagnol    |  |     |       |    |
| ArC              | 15 | Lilian Thuram   |  |     |       |    |
| ArC              | 5  | William Gallas  |  |     |       |    |
| ArG              | 3  | Éric Abidal     |  | 79e |       |    |
| MDf              | 4  | Patrick Vieira  |  |     |       |    |
| MDf              | 6  | Claude Makélélé |  |     |       |    |
| AiD              | 7  | Florent Malouda |  |     | 88e   |    |
| MJ               | 10 | Zinédine Zidane |  | 85e | 90+1e |    |
| AiG              | 11 | Sylvain Wiltord |  |     | 60e   |    |
| AC               | 12 | Thierry Henry   |  |     |       | 9e |
| Remplacements :  |    |                 |  |     |       |    |
| MOf              | 22 | Franck Ribéry   |  |     | 60e   |    |
| MOf              | 8  | Vikash Dhorasoo |  |     | 88e   |    |
| AC               | 20 | David Trezeguet |  |     | 90+1e |    |
| Sélectionneur :  |    |                 |  |     |       |    |
| Raymond Domenech |    |                 |  |     |       |    |

| CORÉE DU SUD :  |    |                |  |     |     |     |
|                 |    |                |  |     |     |     |
| GB              | 1  | Lee Woon-jae   |  |     |     |     |
| ArD             | 12 | Lee Young-pyo  |  |     |     |     |
| ArC             | 4  | Choi Jin-cheul |  |     |     |     |
| ArC             | 2  | Kim Young-chul |  |     |     |     |
| ArG             | 3  | Kim Dong-jin   |  | 29e |     |     |
| AiD             | 5  | Kim Nam-il     |  |     |     |     |
| MDf             | 13 | Lee Eul-yong   |  |     | 46e |     |
| AiG             | 17 | Lee Ho         |  | 11e | 69e |     |
| AtD             | 14 | Lee Chun-soo   |  |     | 72e |     |
| AtG             | 7  | Park Ji-sung   |  |     |     | 81e |
| AC              | 19 | Cho Jae-jin    |  |     |     |     |
| Remplacements : |    |                |  |     |     |     |
| AC              | 11 | Seol Ki-hyeon  |  |     | 46e |     |
| MDf             | 18 | Kim Sang-shik  |  |     | 69e |     |
| AC              | 9  | Ahn Jung-hwan  |  |     | 72e |     |
| Sélectionneur : |    |                |  |     |     |     |
| Dick Advocaat   |    |                |  |     |     |     |

| Assistants : José Ramirez Hector Vergara Quatrième arbitre : Essam Abd El Fatah Cinquième arbitre : Mamadou Ndoye Homme du match : Park Ji-sung |

#### Togo - France
| Togo | France |

| Match 45                                         | Togo      | 0 - 2 | France                 | FIFA WM Stadion Köln, Cologne                    |                                                  |
| 23 juin 2006 · 21:00 · Historique des rencontres |           |       | 55e Vieira · 61e Henry | Spectateurs : 45 000 Arbitrage : Jorge Larrionda | Spectateurs : 45 000 Arbitrage : Jorge Larrionda |
| 23 juin 2006 · 21:00 · Historique des rencontres | (Rapport) |       |                        | Spectateurs : 45 000 Arbitrage : Jorge Larrionda | Spectateurs : 45 000 Arbitrage : Jorge Larrionda |

| TOGO :          |    |                     |  |     |     |
|                 |    |                     |  |     |     |
| GB              | 16 | Kossi Agassa        |  |     |     |
| ArD             | 5  | Massamesso Tchangaï |  |     |     |
| ArC             | 3  | Jean-Paul Abalo     |  |     |     |
| ArC             | 2  | Daré Nibombé        |  |     |     |
| ArG             | 13 | Richmond Forson     |  |     |     |
| MDf             | 6  | Yao Aziawonou       |  | 38e |     |
| AiD             | 18 | Yao Junior Sènaya   |  |     |     |
| MOf             | 7  | Moustapha Salifou   |  | 88e |     |
| AiG             | 10 | Mamam Cherif Touré  |  | 44e | 59e |
| AtD             | 4  | Emmanuel Adebayor   |  |     | 75e |
| AtG             | 17 | Mohamed Kader       |  |     |     |
| Remplacements : |    |                     |  |     |     |
| MOf             | 14 | Adékanmi Olufadé    |  |     | 59e |
| MOf             | 9  | Thomas Dossevi      |  |     | 75e |
| Sélectionneur : |    |                     |  |     |     |
| Otto Pfister    |    |                     |  |     |     |

| FRANCE:          |    |                  |  |     |     |     |
|                  |    |                  |  |     |     |     |
| GB               | 16 | Fabien Barthez   |  |     |     |     |
| ArD              | 19 | Willy Sagnol     |  |     |     |     |
| ArC              | 15 | Lilian Thuram    |  |     |     |     |
| ArC              | 5  | William Gallas   |  |     |     |     |
| ArG              | 13 | Mikaël Silvestre |  |     |     |     |
| MDf              | 4  | Patrick Vieira   |  |     | 81e | 55e |
| MDf              | 6  | Claude Makélélé  |  | 30e |     |     |
| AiD              | 22 | Franck Ribéry    |  |     | 77e |     |
| AiG              | 7  | Florent Malouda  |  |     | 74e |     |
| AtD              | 20 | David Trezeguet  |  |     |     |     |
| AtG              | 12 | Thierry Henry    |  |     |     | 61e |
| Remplacements :  |    |                  |  |     |     |     |
| AC               | 11 | Sylvain Wiltord  |  |     | 74e |     |
| AC               | 9  | Sidney Govou     |  |     | 77e |     |
| MDf              | 18 | Alou Diarra      |  |     | 81e |     |
| Sélectionneur :  |    |                  |  |     |     |     |
| Raymond Domenech |    |                  |  |     |     |     |

| Assistants : Walter Rial Pablo Fandino Quatrième arbitre : Carlos Chandia Cinquième arbitre : Rodrigo Gonzalez Homme du Match : Patrick Vieira |

L'aventure de la Coupe du monde 2006 commence dans la douleur et la morosité. La France débute par un nul face à la Suisse (0-0) et, pour ne pas voir son avenir hypothéqué dans le tournoi, cela la condamne presque à un sans-faute contre les deux autres adversaires du groupe que sont la Corée du Sud et le Togo. Contre la Corée du Sud, la France pense tenir le match, mais à dix minutes de la fin, les Coréens égalisent (1-1). De plus, à la suite d'un second carton, Zidane est suspendu pour la rencontre contre le Togo. Pour ce match couperet, l'équipe de France est remaniée et se présente en 4-4-2 avec Trezeguet et Henry devant. Les Togolais résistent longtemps à la domination française. Après une première période crispante et vierge de buts, Vieira, dont les capacités physiques étaient critiquées quelques semaines auparavant, est l'auteur du premier des deux buts et à l'origine d'une passe décisive à Henry pour le second. C'est donc une victoire difficile à se dessiner (2-0) qui assure la qualification à l'arraché (2e place) pour les huitièmes de finale.

### Huitième de finale

#### Espagne - France
| Match 56                                         | Espagne                | 1 - 3   | France                                                              | HDI-Arena, Hanovre                               |                                                  |
| 27 juin 2006 · 21h00 · Historique des rencontres | David Villa 27e (pen.) | (1 - 1) | 41e Ribéry (Vieira ) · 83e Vieira (Zidane ) · 90e Zidane (Wiltord ) | Spectateurs : 43 000 Arbitrage : Roberto Rosetti | Spectateurs : 43 000 Arbitrage : Roberto Rosetti |
| 27 juin 2006 · 21h00 · Historique des rencontres | Puyol 82e              | Rapport | 68e Vieira · 87e Ribéry · 90+1e Zidane                              | Spectateurs : 43 000 Arbitrage : Roberto Rosetti | Spectateurs : 43 000 Arbitrage : Roberto Rosetti |

| Espagne | France |

| ESPAGNE :       |    |                 |     |     |
|                 |    |                 |     |     |
| GB              | 01 | Iker Casillas   |     |     |
| ArD             | 15 | Sergio Ramos    |     |     |
| ArC             | 22 | Pablo Ibáñez    |     |     |
| ArC             | 05 | Carles Puyol    | 82e |     |
| ArG             | 03 | Mariano Pernía  |     |     |
| MDf             | 18 | Cesc Fàbregas   |     |     |
| MDf             | 08 | Xavi            |     | 72e |
| MDf             | 14 | Xabi Alonso     |     |     |
| AtD             | 21 | David Villa     |     | 54e |
| AtG             | 09 | Fernando Torres |     |     |
| AC              | 07 | Raúl            |     | 54e |
| Remplacements:  |    |                 |     |     |
| AC              | 11 | Luis García     |     | 54e |
| MOf             | 17 | Joaquín         |     | 54e |
| MOf             | 16 | Marcos Senna    |     | 72e |
| Sélectionneur : |    |                 |     |     |
| Luis Aragonés   |    |                 |     |     |

| FRANCE :         |    |                 |       |     |
|                  |    |                 |       |     |
| GB               | 16 | Fabien Barthez  |       |     |
| ArD              | 19 | Willy Sagnol    |       |     |
| ArC              | 15 | Lilian Thuram   |       |     |
| ArC              | 05 | William Gallas  |       |     |
| ArG              | 03 | Éric Abidal     |       |     |
| MDf              | 04 | Patrick Vieira  | 68e   |     |
| MDf              | 06 | Claude Makélélé |       |     |
| AiD              | 22 | Franck Ribéry   | 87e   |     |
| MJ               | 10 | Zinédine Zidane | 90+1e |     |
| AiG              | 07 | Florent Malouda |       | 74e |
| AC               | 12 | Thierry Henry   |       | 88e |
| Remplacements:   |    |                 |       |     |
| AC               | 9  | Sidney Govou    |       | 74e |
| AC               | 11 | Sylvain Wiltord |       | 88e |
| Sélectionneur :  |    |                 |       |     |
| Raymond Domenech |    |                 |       |     |

| Assistants: Cristiano Copelli Alessandro Stagnoli Quatrième arbitre: Markus Merk Cinquième arbitre: Christian Schräer Homme du Match: Patrick Vieira |

L'équipe de France retrouve l'Espagne en huitième de finale le 27 juin à 21h à Hanovre. Il flotte un air de revanche, les Espagnols ayant encore en tête leur élimination à l'Euro 2000. De plus, ce match pourrait être le dernier de Zidane en cas de défaite, ce que ne manque pas de rappeler la presse espagnole très (trop) confiante. 
Le début de match est plutôt à l'avantage des Espagnols, qui dominent et parviennent à ouvrir le score sur un pénalty de Villa. Peu à peu, l'équipe de France impose son physique, notamment en milieu de terrain, et étouffe l'équipe d'Espagne. Juste avant la mi-temps, Ribéry part au but, efface Casillas et égalise.
La seconde mi-temps est à l'avantage des Français. Puyol concède un coup franc à la 82e minute après une faute grossière sur Henry. Zidane se charge de le tirer et centre au second poteau sur la tête de Vieira : but. Menés à quelques minutes de la fin du match, les Espagnols sont déstabilisés. Dans le temps additionnel, un ballon perdu au milieu de terrain se transforme en contre français. Govou combine avec Wiltord, qui trouve Zidane dans la profondeur. Le capitaine français élimine Puyol d'un crochet, frappe et marque son 29e but en sélection, portant ainsi le coup de grâce à une Roja trop confiante. Le match se conclut par un score de 3-1 en faveur des Bleus. La montée en puissance des français rassure le pays entier, certains commencent même à rêver : et si, 8 ans après 1998, les Bleus remontaient sur le toit du monde ?

### Quart-de-finale

#### Brésil - France
| Match 60                                             | Brésil                                          | 0 - 1   | France                             | FIFA WM-Stadion, Francfort-sur-le-Main                 |                                                        |
| 1er juillet 2006 · 21h00 · Historique des rencontres |                                                 | (0 - 0) | 57e Henry (Zidane )                | Spectateurs : 48 000 Arbitrage : Luis Medina Cantalejo | Spectateurs : 48 000 Arbitrage : Luis Medina Cantalejo |
| 1er juillet 2006 · 21h00 · Historique des rencontres | Cafu 25e · Juan 45e · Ronaldo 45+2e · Lúcio 75e | Rapport | 74e Sagnol · 87e Saha · 88e Thuram | Spectateurs : 48 000 Arbitrage : Luis Medina Cantalejo | Spectateurs : 48 000 Arbitrage : Luis Medina Cantalejo |

| Brésil | France |

| BRÉSIL :                |    |                |       |     |
|                         |    |                |       |     |
| Titulaires :            |    |                |       |     |
| Gardien de but          | 01 | Dida           |       |     |
| ArD                     | 02 | Cafu           | 25e   | 76e |
| DC                      | 03 | Lúcio          | 75e   |     |
| DC                      | 04 | Juan           | 45e   |     |
| ArG                     | 06 | Roberto Carlos |       |     |
| MDf                     | 17 | Gilberto Silva |       |     |
| MDf                     | 11 | Zé Roberto     |       |     |
| MOf                     | 08 | Kaká           |       | 79e |
| MOf                     | 19 | Juninho        |       | 63e |
| MJ                      | 10 | Ronaldinho     |       |     |
| AC                      | 09 | Ronaldo        | 45+2e |     |
| Remplaçants :           |    |                |       |     |
| FW                      | 07 | Adriano        |       | 63e |
| DF                      | 13 | Cicinho        |       | 76e |
| FW                      | 23 | Robinho        |       | 79e |
| Entraîneur :            |    |                |       |     |
| Carlos Alberto Parreira |    |                |       |     |

| FRANCE :         |    |                 |     |     |
|                  |    |                 |     |     |
| Titulaires :     |    |                 |     |     |
| Gardien de but   | 16 | Fabien Barthez  |     |     |
| ArD              | 19 | Willy Sagnol    | 74e |     |
| DC               | 15 | Lilian Thuram   | 88e |     |
| DC               | 05 | William Gallas  |     |     |
| ArG              | 03 | Éric Abidal     |     |     |
| MC               | 04 | Patrick Vieira  |     |     |
| MC               | 06 | Claude Makélélé |     |     |
| MD               | 22 | Franck Ribéry   |     | 77e |
| MOf              | 10 | Zinédine Zidane |     |     |
| MG               | 07 | Florent Malouda |     | 81e |
| AvC              | 12 | Thierry Henry   |     | 86e |
| Remplaçants :    |    |                 |     |     |
| AC               | 09 | Sidney Govou    |     | 77e |
| AC               | 11 | Sylvain Wiltord |     | 81e |
| AC               | 14 | Louis Saha      | 87e | 86e |
| Entraîneur :     |    |                 |     |     |
| Raymond Domenech |    |                 |     |     |

| Assistants: Victoriano Giraldez Carrasco Pedro Medina Hernández Quatrième arbitre : Mark Shield Cinquième arbitre : Ben Wilson Homme du match : Zinédine Zidane |

L'équipe de France réussit la performance de battre le Brésil en quart de finale le 1er juillet 2006, grâce à un but de Henry (score final 1-0). Malgré le petit score, ce match est sans doute le plus abouti de l'ère Domenech. Emmenée par un Zidane étincelant, qualifié de « magicien » par Pelé, l'équipe de France maîtrise parfaitement la rencontre que certains qualifient de finale avant l'heure. La dernière défaite du Brésil en coupe du monde remontait au 12 juillet 1998, en finale, et déjà contre la France (3-0).

### Demi-finale

#### Portugal - France
| Match 62                                           | Portugal     | 0 - 1   | France            | Allianz Arena, Munich                            |                                                  |
| 5 juillet 2006 · 21h00 · Historique des rencontres |              | (0 - 1) | 33e (pen.) Zidane | Spectateurs : 66 000 Arbitrage : Jorge Larrionda | Spectateurs : 66 000 Arbitrage : Jorge Larrionda |
| 5 juillet 2006 · 21h00 · Historique des rencontres | Carvalho 83e | Rapport | 87e Saha          | Spectateurs : 66 000 Arbitrage : Jorge Larrionda | Spectateurs : 66 000 Arbitrage : Jorge Larrionda |

| Portugal | France |

| PORTUGAL :          |    |                   |     |     |
|                     |    |                   |     |     |
| GB                  | 01 | Ricardo           |     |     |
| ArD                 | 13 | Miguel            |     | 62e |
| ArC                 | 05 | Fernando Meira    |     |     |
| ArC                 | 16 | Ricardo Carvalho  | 83e |     |
| ArG                 | 14 | Nuno Valente      |     |     |
| MDf                 | 06 | Costinha          |     | 75e |
| MDf                 | 18 | Maniche           |     |     |
| AiD                 | 07 | Luís Figo         |     |     |
| MOf                 | 20 | Deco              |     |     |
| AiG                 | 17 | Cristiano Ronaldo |     |     |
| AC                  | 09 | Pauleta           |     | 68e |
| Remplacements :     |    |                   |     |     |
| ArD                 | 2  | Paulo Ferreira    |     | 62e |
| AC                  | 11 | Simão             |     | 68e |
| AC                  | 23 | Hélder Postiga    |     | 75e |
| Sélectionneur :     |    |                   |     |     |
| Luiz Felipe Scolari |    |                   |     |     |

| FRANCE :         |    |                 |     |     |
|                  |    |                 |     |     |
| GB               | 16 | Fabien Barthez  |     |     |
| ArD              | 19 | Willy Sagnol    |     |     |
| ArC              | 15 | Lilian Thuram   |     |     |
| ArC              | 05 | William Gallas  |     |     |
| ArG              | 03 | Éric Abidal     |     |     |
| MDf              | 04 | Patrick Vieira  |     |     |
| MDf              | 06 | Claude Makélélé |     |     |
| AiD              | 22 | Franck Ribéry   |     | 72e |
| MOf              | 10 | Zinédine Zidane |     |     |
| AiG              | 07 | Florent Malouda |     | 69e |
| AC               | 12 | Thierry Henry   |     | 85e |
| Remplacements :  |    |                 |     |     |
| AC               | 11 | Sylvain Wiltord |     | 69e |
| AC               | 9  | Sidney Govou    |     | 72e |
| AC               | 14 | Louis Saha      | 87e | 85e |
| Sélectionneur :  |    |                 |     |     |
| Raymond Domenech |    |                 |     |     |

| Assistants: Walter Rial Pablo Fandino Quatrième arbitre: Mark Shield Cinquième arbitre: Nathan Gibson Homme du Match: Lilian Thuram |

L'équipe de France affronte le Portugal le mercredi 5 juillet 2006 à Munich. Elle s'impose 1 à 0 grâce à un but sur penalty de Zinédine Zidane à la 33e minute.

### Finale

#### Italie - France
| Finale                                             | Italie                                            | 1 - 1 a.p.            | France                                                 | Olympiastadion, Berlin                            |                                                   |
| 9 juillet 2006 · 20h00 · Historique des rencontres | ( Pirlo) Materazzi 19e                            | (1 - 1, 1 - 1, 1 - 1) | 7e (pen.) Zidane                                       | Spectateurs : 69 000 Arbitrage : Horacio Elizondo | Spectateurs : 69 000 Arbitrage : Horacio Elizondo |
| 9 juillet 2006 · 20h00 · Historique des rencontres | Zambrotta 5e                                      | Rapport               | 12e Sagnol · 76e Diarra · 110e Zidane · 111e Malouda · | Spectateurs : 69 000 Arbitrage : Horacio Elizondo | Spectateurs : 69 000 Arbitrage : Horacio Elizondo |
| 9 juillet 2006 · 20h00 · Historique des rencontres | Pirlo · Materazzi · De Rossi · Del Piero · Grosso | Tirs au but 5 - 3     | Wiltord · Trezeguet · Abidal · Sagnol                  | Spectateurs : 69 000 Arbitrage : Horacio Elizondo | Spectateurs : 69 000 Arbitrage : Horacio Elizondo |

| Italie | France |

| ITALIE :       |    |                      |    |     |
|                |    |                      |    |     |
| Titulaires :   |    |                      |    |     |
| Gardien de but | 01 | Gianluigi Buffon     |    |     |
| ArD            | 19 | Gianluca Zambrotta   | 5e |     |
| DC             | 05 | Fabio Cannavaro      |    |     |
| DC             | 23 | Marco Materazzi      |    |     |
| ArG            | 03 | Fabio Grosso         |    |     |
| MDf            | 08 | Gennaro Gattuso      |    |     |
| MDf            | 21 | Andrea Pirlo         |    |     |
| MD             | 16 | Mauro Camoranesi     |    | 86e |
| MG             | 20 | Simone Perrotta      |    | 61e |
| AT             | 10 | Francesco Totti      |    | 61e |
| AC             | 09 | Luca Toni            |    |     |
| Remplaçants :  |    |                      |    |     |
| MT             | 04 | Daniele De Rossi     |    | 61e |
| AT             | 15 | Vincenzo Iaquinta    |    | 61e |
| AT             | 07 | Alessandro Del Piero |    | 86e |
| Entraîneur :   |    |                      |    |     |
| Marcello Lippi |    |                      |    |     |

| FRANCE :         |    |                 |      |         |
|                  |    |                 |      |         |
| Titulaires :     |    |                 |      |         |
| Gardien de but   | 16 | Fabien Barthez  |      |         |
| ArD              | 19 | Willy Sagnol    | 12e  |         |
| DC               | 15 | Lilian Thuram   |      |         |
| DC               | 05 | William Gallas  |      |         |
| ArG              | 03 | Éric Abidal     |      |         |
| MC               | 04 | Patrick Vieira  |      | 56e     |
| MC               | 06 | Claude Makélélé |      |         |
| MD               | 22 | Franck Ribéry   |      | 100e    |
| MOf              | 10 | Zinédine Zidane | 110e |         |
| MG               | 07 | Florent Malouda | 111e |         |
| AvC              | 12 | Thierry Henry   |      | 107e    |
| Remplaçants :    |    |                 |      |         |
| MT               | 18 | Alou Diarra     |      | 56e 76e |
| AT               | 20 | David Trezeguet |      | 100e    |
| AT               | 11 | Sylvain Wiltord |      | 107e    |
| Entraîneur :     |    |                 |      |         |
| Raymond Domenech |    |                 |      |         |

| Assistants: Dario Garcia Rodolfo Otero Quatrième arbitre : Luis Medina Cantalejo Cinquième arbitre : Victoriano Giraldez Carrasco Homme du match : Andrea Pirlo |

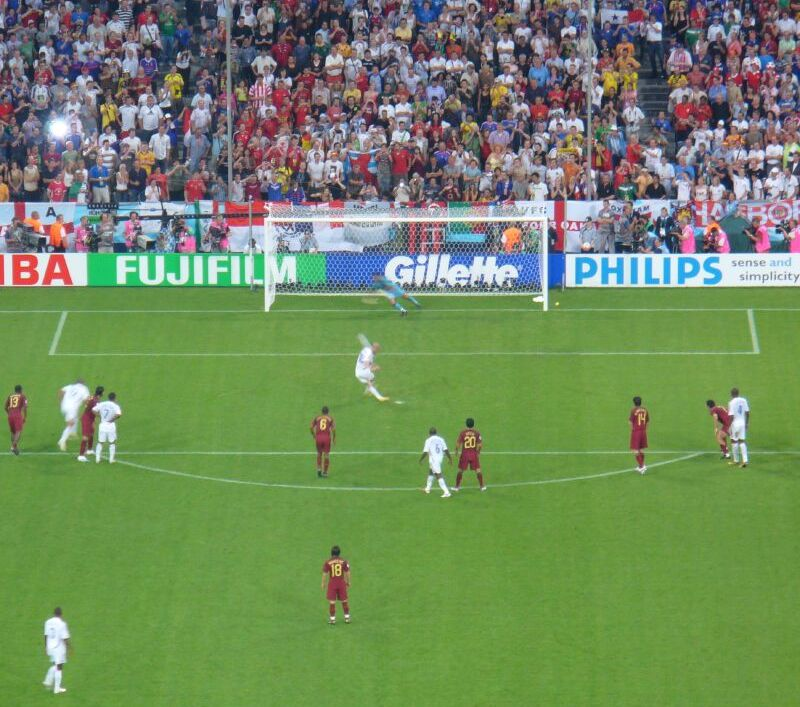
Penalty de Zidane lors de la demi-finale.

Dimanche 9 juillet 2006 : la France joue la finale contre l'Italie, et se retrouve là où pratiquement personne ne l'attendait au début du tournoi. Le match est vif et offensif de la part des deux équipes. Après un penalty réussi de Zidane, tiré audacieusement à la « Panenka », dès la 6e minute de jeu à la suite d'une faute du défenseur italien Marco Materazzi sur Florent Malouda, la France concède trop rapidement l'égalisation sur une tête du même Marco Materazzi. L'Italie est même sur le point de mener au score lorsqu'une tête de Luca Toni s'écrase sur la transversale. Très dominatrice en deuxième période face à une équipe d'Italie qui a visiblement encore dans les jambes sa prolongation contre l'Allemagne, la France n'arrive toutefois pas à concrétiser au tableau d'affichage. Elle manque notamment deux belles occasions de la part de Zidane et de Ribéry, et se retrouve privée de Vieira (blessé à la 56e minute). Les esprits s'échauffent rapidement sur le terrain. En cours de prolongation, Zidane est expulsé à la 110e minute pour un coup de tête sur le thorax de Materazzi, le défenseur italien au marquage qui ne cessait de le provoquer verbalement. Peu avant son expulsion, Zidane avait failli marquer de la tête à bout portant, son tir ayant été repoussé par un arrêt-réflexe du gardien Gianluigi Buffon. Raymond Domenech choisit de faire rentrer David Trezeguet dans l'optique des tirs au but. Mais, au cours de la séance décisive à l'issue du match, Trézeguet voit son tir s'échouer sur la barre transversale de Buffon et est finalement le seul tireur de la partie en échec. Au terme d'un parcours exceptionnel et inattendu, la France manque l'occasion d'ajouter une deuxième étoile à son maillot (score final 1-1 ap, 5-3 t.a.b.), tandis que l'Italie s'adjuge son quatrième titre mondial après ceux de 1934, 1938 et 1982.

## Groupe des 23 joueurs
Le 14 mai 2006, le sélectionneur français, Raymond Domenech, annonce une liste composée de vingt-trois joueurs pour le mondial. Une seconde liste non dévoilée de cinq remplaçants est déposée à la FIFA. Le 7 juin, l'attaquant de Liverpool FC, Djibril Cissé, victime d'une double fracture tibia-péroné lors du match amical contre la Chine, déclare forfait pour la coupe du monde. Il est remplacé par Sidney Govou, l'attaquant de l'Olympique lyonnais.
| Numéro / Nom       | Numéro / Nom        | Équipe                 | Sél. (but)      | Date de naissance | J.              |                 |                 |                 |                 |
| Gardiens de but    | Gardiens de but     | Gardiens de but        | Gardiens de but | Gardiens de but   | Gardiens de but | Gardiens de but | Gardiens de but | Gardiens de but | Gardiens de but |
| ------------------ | ------------------- | ---------------------- | --------------- | ----------------- | --------------- | --------------- | --------------- | --------------- | --------------- |
| 1                  | Mickaël Landreau    | FC Nantes              | 3 (0)           | 14.05.1979        | -               | -               | -               | -               | -               |
| 16                 | Fabien Barthez      | Olympique de Marseille | 80 (0)          | 28.06.1971        | 7               | -               | -               | -               | -               |
| 23                 | Grégory Coupet      | Olympique lyonnais     | 18 (0)          | 31.12.1972        | -               | -               | -               | -               | -               |
| Défenseurs         |                     |                        |                 |                   |                 |                 |                 |                 |                 |
| 2                  | Jean-Alain Boumsong | Newcastle United       | 19 (0)          | 14.12.1979        | -               | -               | -               | -               | -               |
| 3                  | Éric Abidal         | Olympique lyonnais     | 8 (0)           | 11.07.1979        | 6               | -               | 2               | -               | -               |
| 5                  | William Gallas      | Chelsea FC             | 40 (4)          | 17.08.1977        | 7               | -               | -               | -               | -               |
| 13                 | Mikaël Silvestre    | Manchester United      | 39 (2)          | 09.08.1977        | 1               | -               | -               | -               | -               |
| 15                 | Lilian Thuram       | Juventus               | 114 (2)         | 01.01.1972        | 7               | -               | 1               | -               | -               |
| 17                 | Gaël Givet          | AS Monaco              | 11 (0)          | 09.10.1981        | -               | -               | -               | -               | -               |
| 19                 | Willy Sagnol        | Bayern Munich          | 38 (0)          | 18.03.1977        | 7               | -               | 3               | -               | -               |
| 21                 | Pascal Chimbonda    | Wigan Athletic         | 1 (0)           | 25.04.1979        | -               | -               | -               | -               | -               |
| Milieux de terrain |                     |                        |                 |                   |                 |                 |                 |                 |                 |
| 4                  | Patrick Vieira      | Juventus               | 87 (4)          | 23.06.1976        | 7               | 2               | 1               | -               | -               |
| 6                  | Claude Makélélé     | Chelsea FC             | 43 (0)          | 18.02.1973        | 7               | -               | 2               | -               | -               |
| 7                  | Florent Malouda     | Olympique lyonnais     | 13 (2)          | 13.06.1980        | 6               | -               | 1               | -               | -               |
| 8                  | Vikash Dhorasoo     | Paris SG               | 16 (0)          | 10.10.1973        | 2               | -               | -               | -               | -               |
| 9                  | Sidney Govou        | Olympique lyonnais     | 19 (3)          | 27.07.1979        | 4               | -               | -               | -               | -               |
| 10                 | Zinédine Zidane     | Real Madrid CF         | 102 (28)        | 23.06.1972        | 6               | 3               | 3               | -               | 1               |
| 18                 | Alou Diarra         | RC Lens                | 9 (0)           | 15.07.1981        | 2               | -               | -               | -               | -               |
| 22                 | Franck Ribéry       | Olympique de Marseille | 3 (0)           | 07.04.1983        | 7               | 1               | 1               | -               | -               |
| Attaquants         |                     |                        |                 |                   |                 |                 |                 |                 |                 |
| 11                 | Sylvain Wiltord     | Olympique lyonnais     | 80 (26)         | 10.5.1974         | 7               | -               | -               | -               | -               |
| 12                 | Thierry Henry       | Arsenal FC             | 78 (33)         | 17.08.1977        | 7               | 3               | -               | -               | -               |
| 14                 | Louis Saha          | Manchester United      | 9 (2)           | 08.08.1978        | 3               | -               | 2               | -               | -               |
| 20                 | David Trezeguet     | Juventus               | 63 (34)         | 15.10.1977        | 3               | -               | -               | -               | -               |
| Sélectionneur      |                     |                        |                 |                   |                 |                 |                 |                 |                 |
|                    | Raymond Domenech    |                        |                 | 24.1.1952         |                 |                 |                 |                 |                 |
| Blessé             |                     |                        |                 |                   |                 |                 |                 |                 |                 |
| ?                  | Djibril Cissé       | Liverpool FC           | 30 (9)          | 12.08.1981        | -               | -               | -               | -               | -               |

 = capitaine --  Gardien de butDéfenseurMilieu de terrainAttaquantSélectionneur

## Staff complet
- Sélectionneur
  - Raymond Domenech

- Entraîneurs adjoints
  - Pierre Mankowski

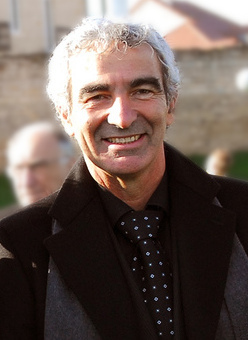
Raymond Domenech

  - Bruno Martini : entraîneur des gardiens de but
  - Fabrice Grange : 2e entraîneur des gardiens
  - Robert Duverne : préparateur physique

- Encadrement médical
  - Jean-Pierre Paclet : médecin
  - Bruno Klein : kinésithérapeute
  - Michel Brohan : kinésithérapeute
  - Joffrey Martin : kinésithérapeute

- Médias
  - Jean-Yves Le Huédé : directeur de la communication
  - Yann Le Guillard : attaché de presse

- Secrétariat
  - Alain Casteran
  - Frédéric Forestas

- Délégation
  - François Blaquart : relations sponsors
  - Thierry Marszalek : responsable informatique et vidéo
  - Diamantino de Faria : responsable de l'intendance et des équipements
  - Olivier Tinten : représentant Adidas
  - Marc Malepart : chef cuisinier
  - Mohamed Sanhadji : officier de liaison et de sécurité
  - Jacques Dufil : agent de voyage

## Séjour
Le séjour des Bleus en Allemagne débute avec leur arrivée le 8 juin, après un stage de préparation d'une semaine à Tignes et plusieurs matchs amicaux en France.

### Hébergement
L'équipe de France durant le mondial réside au Schlosshotel Münchausen, dans le château de Schwöbber, situé dans la commune d'Aerzen (Basse-Saxe). Ouvert en 2004, il est un palace 5 étoiles comprenant 66 chambres, deux restaurants et un centre thermal. Les joueurs et le staff séjournent dans la remise, par souci d'avoir des chambres de superficie égale pour tous. Les Bleus arrivent sur le site le 8 juin et y restent durant l'ensemble de leur parcours dans la compétition.

### Entraînement
L'équipe de France s'entraîne au Weserberglandstadion, stade municipal situé à une demi-heure de l'hôtel.

## Statistiques

### Buteurs et passeurs
| Position | Nom             | Club                   | Buts               | Passes décisives | Matchs |
| -------- | --------------- | ---------------------- | ------------------ | ---------------- | ------ |
| 1        | Zinédine Zidane | Real Madrid            | 3 (dont 2 penalty) | 1                | 6      |
| 1        | Thierry Henry   | Arsenal                | 3                  | 0                | 7      |
| 2        | Patrick Vieira  | Juventus               | 2                  | 2                | 7      |
| 3        | Franck Ribéry   | Olympique de Marseille | 1                  | 1                | 7      |
| 4        | Sylvain Wiltord | Olympique lyonnais     | 0                  | 1                | 6      |

### Matchs de la campagne 2004-2006
| No | Date             | Ville, stade                             | Adversaire           | Score         | Compétition | Buteur(s) pour la France                         | Buteur(s) pour l'adversaire |
| -- | ---------------- | ---------------------------------------- | -------------------- | ------------- | ----------- | ------------------------------------------------ | --------------------------- |
| 1  | 18 août 2004     | Rennes, Stade de la Route de Lorient     | Bosnie-Herzégovine   | 1-1           | Amical      | Luyindula 7e                                     | Grlić 37e                   |
| 2  | 4 septembre 2004 | Saint-Denis, Stade de France             | Israël               | 0-0           | QCM 2006    | -                                                | -                           |
| 3  | 8 septembre 2004 | Torshavn, Tórsvøllur                     | Îles Féroé           | 0-2           | QCM 2006    | Giuly 31e, Cissé 73e                             |                             |
| 4  | 9 octobre 2004   | Saint-Denis, Stade de France             | République d'Irlande | 0-0           | QCM 2006    | -                                                | -                           |
| 5  | 13 octobre 2004  | Nicosie, Stade GSP                       | Chypre               | 0-2           | QCM 2006    | Wiltord 38e, Henry 72e                           | -                           |
| 6  | 17 novembre 2004 | Saint-Denis, Stade de France             | Pologne              | 0-0           | Amical      | -                                                | -                           |
| 7  | 9 février 2005   | Saint-Denis, Stade de France             | Suède                | 1-1           | Amical      | Trezeguet 35e                                    | Ljungberg 11e               |
| 8  | 26 mars 2005     | Saint-Denis, Stade de France             | Suisse               | 0-0           | QCM 2006    | -                                                | -                           |
| 9  | 30 mars 2005     | Tel-Aviv, Stade Ramat Gan                | Israël               | 1-1           | QCM 2006    | Trezeguet 50e                                    | Badier 82e                  |
| 10 | 31 mai 2005      | Metz, Stade Saint-Symphorien             | Hongrie              | 2-1           | Amical      | Cissé 10e, Malouda 35e                           | Kerekes 78e                 |
| 11 | 17 août 2005     | Montpellier, Stade de la Mosson          | Côte d'Ivoire        | 3-0           | Amical      | Gallas 28e, Zidane 62e, Henry 66e                | -                           |
| 12 | 3 septembre 2005 | Lens, Stade Félix-Bollaert               | Îles Féroé           | 3-0           | QCM 2006    | Cissé 14e 75e, Olsen (csc) 18e                   | -                           |
| 13 | 7 septembre 2005 | Dublin, Lansdowne Road                   | République d'Irlande | 0-1           | QCM 2006    | Henry 68e                                        | -                           |
| 14 | 8 octobre 2005   | Berne, Wankdorf                          | Suisse               | 1-1           | QCM 2006    | Cissé 52e                                        | Magnin 79e                  |
| 15 | 12 octobre 2005  | Saint-Denis, Stade de France             | Chypre               | 4-0           | QCM 2006    | Zidane 29e, Wiltord 32e, Dhorasso 44e, Giuly 84e | -                           |
| 16 | 9 novembre 2005  | Fort-de-France, Stade Dillon             | Costa Rica           | 3-2           | Amical      | Anelka 49e, Cissé 79e, Henry 87e                 | Saborío 14e, Fonseca 41e    |
| 17 | 12 novembre 2005 | Saint-Denis, Stade de France             | Allemagne            | 0-0           | Amical      | -                                                | -                           |
| 18 | 1er mars 2006    | Saint-Denis, Stade de France             | Slovaquie            | 1-2           | Amical      | Wiltord 75e                                      | Németh 62e, Valachovič 81e  |
| 19 | 27 mai 2006      | Saint-Denis, Stade de France             | Mexique              | 1-0           | Amical      | Malouda 44e                                      | -                           |
| 20 | 31 mai 2006      | Lens, Stade Félix-Bollaert               | Danemark             | 2-0           | Amical      | Henry 13e, Wiltord 77e                           |                             |
| 21 | 7 juin 2006      | Saint-Étienne, Stade Geoffroy-Guichard   | Chine                | 3-1           | Amical      | Trezeguet 30e, Wang (csc) 90e, Henry 90+2e       | Zheng 69e                   |
| 22 | 13 juin 2006     | Stuttgart, Gottlieb-Daimler-Stadion      | Suisse               | 0-0           | CM 2006     | -                                                | -                           |
| 23 | 18 juin 2006     | Leipzig, Zentralstadion                  | Corée du Sud         | 1-1           | CM 2006     | Henry 9e                                         | Park 81e                    |
| 24 | 23 juin 2006     | Cologne, RheinEnergieStadion             | Togo                 | 2-0           | CM 2006     | Vieira 58e, Henry 61e                            | -                           |
| 25 | 27 juin 2006     | Hanovre, AWD-Arena                       | Espagne              | 3-1           | CM 2006     | Ribéry 41e, Vieira 83e, Zidane 90+1e             | Villa 27e                   |
| 26 | 1er juillet 2006 | Francfort-sur-le-Main, Commerzbank-Arena | Brésil               | 1-0           | CM 2006     | Henry 56e                                        | -                           |
| 27 | 5 juillet 2006   | Munich, Allianz-Arena                    | Portugal             | 1-0           | CM 2006     | Zidane 33e                                       | -                           |
| 28 | 9 juillet 2006   | Berlin, Olympiastadion                   | Italie               | 1-1 (5-3 tab) | CM 2006     | Zidane 6e                                        | Materazzi 19e               |

### Temps de jeu des joueurs
| Joueurs             |     |     |     |     |     |     |       |     |     |     |       |
| Gardiens de but     |     |     |     |     |     |     |       |     |     |     |       |
| Fabien Barthez      | 90  | 90  | 90  | 90  | 90  | 90  | 90    | 90  | 90  | 90  | 120   |
| Grégory Coupet      |     |     |     |     |     |     |       |     |     |     |       |
| Mickaël Landreau    |     |     |     |     |     |     |       |     |     |     |       |
| Défenseurs          |     |     |     |     |     |     |       |     |     |     |       |
| Willy Sagnol        | 90  | 90  | 89  | 90  | 90  | 90  | 90    | 90  | 90  | 90  | 120   |
| Lilian Thuram       | 90  | 50  | 90  | 90  | 90  | 90  | 90    | 90  | 90  | 90  | 120   |
| Éric Abidal         | r27 | 90  | 83  | 90  | 90  | 90  | susp. | 90  | 90  | 90  | 120   |
| Mikaël Silvestre    | 63  | r45 | r3  |     |     |     | 90    |     |     |     |       |
| Jean-Alain Boumsong | 90  | r40 |     |     |     |     |       |     |     |     |       |
| William Gallas      |     | 45  | 90  | 90  | 90  | 90  | 90    | 90  | 90  | 90  | 120   |
| Pascal Chimbonda    |     |     | r8  |     |     |     |       |     |     |     |       |
| Gaël Givet          |     |     |     |     |     |     |       |     |     |     |       |
| Milieux             |     |     |     |     |     |     |       |     |     |     |       |
| Patrick Vieira      | 90  | 45  | 90  | 75  | 90  | 90  | 81    | 90  | 90  | 90  | 56    |
| Zinédine Zidane     | 45  | 52  | 66  | 90  | 90  | 89  | susp. | 90  | 90  | 90  | 110   |
| Florent Malouda     | r45 | 90  | 90  | 90  |     | 88  | 74    | 74  | 81  | 69  | 120   |
| Vikash Dhorasoo     | 90  | 48  |     |     | r6  | r2  |       |     |     |     |       |
| Alou Diarra         | 90  | r42 |     |     |     |     | r9    |     |     |     | r64   |
| Franck Ribéry       |     | r25 | r24 | r25 | 70  | r30 | 77    | 90  | 77  | 72  | 100   |
| Claude Makélélé     |     | 48  | 90  | 90  | 90  | 90  | 90    | 90  | 90  | 90  | 120   |
| Attaquants          |     |     |     |     |     |     |       |     |     |     |       |
| Sylvain Wiltord     | r45 | r45 | r33 | r6  | 84  | 90  | r16   | r2  | r9  | r21 | r13   |
| David Trezeguet     | 45  | 75  |     | r71 |     | r1  | 90    |     |     |     | r20   |
| Thierry Henry       | r45 |     | 79  | 90  | 90  | 90  | 90    | 88  | 86  | 85  | 107   |
| Djibril Cissé       |     | 90  | r11 | 13  |     |     |       |     |     |     |       |
| Louis Saha          |     |     | 57  |     | r20 |     |       |     | r4  | r5  | susp. |
| Sidney Govou        |     |     |     |     |     |     | r13   | r16 | r13 | r18 |       |

## Primes de matches
Les joueurs de l'équipe de France touchent une prime en cas de victoire. Après négociation, ils ne reçoivent de l'argent qu'après une victoire en huitièmes de finale. La prime totale en cas de victoire en finale est de 240 000 euros.

### Autres références
1. 1 2 3 4  « La France qualifiée », sur RFI (consulté le 13 février 2013)
2. ↑  « Qualification de la France », sur coupe-du-monde.eu (consulté le 13 février 2013)
3. ↑  CM - FRA - 240 000 euros pour le titre - Yahoo!Sport